# Pinotta
Pinotta és una obra dramaticomusical en dos actes composta  per Pietro Mascagni sobre un llibret en italià de Giovanni Targioni-Tozzetti. Es va estrenar el 23 de març de 1932 al Sanremo Casino de Sanremo, dirigida per Pietro Mascagni.